# ایون لومبارد
ایون لومبارد (انگلیسی: Yvonne Lombard؛ زادهٔ ۲۸ مهٔ ۱۹۲۹) بازیگر اهل سوئد است.
از فیلم‌ها یا سریال‌های تلویزیونی که وی در آن نقش داشته‌است، می‌توان به گزارش به خداوند و درسی در عشق اشاره کرد.